# Somatochlora dido
Somatochlora dido är en trollsländeart som beskrevs av James George Needham 1930. Somatochlora dido ingår i släktet glanstrollsländor, och familjen skimmertrollsländor. IUCN kategoriserar arten globalt som livskraftig. Inga underarter finns listade i Catalogue of Life.